# Хартмут Бризеник
Хартмут Бризеник (Лукенвалде, 17. март 1949 — Бранденбург, 8. март 2013), бивши је источнонемачки атлетичар који се специјализовао за бацање кугле. Такмичећи се за Истому Немачку почетком 1970-1х госина 5 пута је освајао прво место у Европи 1971. и 1974, на отвореним и 1970—72. у дворанским европским првенствима, а освојио је и бронзану медаљу на Летњим олимпијским играма у Минхену 1972. године.

## Биографија
Бризеник је спортску каријеру као пливач прсним стилом, док ноје узео куглу. Био је национални првак на отвореном 1971, 1972, 1973 и 1974., а у дворани 1969—1972. У току своје каријере 1971—1973 Бризеник је 5 пута поправљао европски рекорд на отвореном и више вута у дворани, али му никад није успело да обори светски рекорд.
По завршетку каријере радио као тренер за млађе генерације. Након уједињења Немачке радио је као представник компаније за спортску опрему. Двапут је био ожењен. Из другог брака са колегисцом из репрезентације, такођр бацачицом кугле Илоном Слупијанек има ђерку Сару Бризеник која је била успешан (са Слупианек) постала је успешна бацачица диска на националном нивоу.

## Значајнији резултати
| Год. | Такмичење                    | Место    | Пласман | Резултат | Бел.  |
| ---- | ---------------------------- | -------- | ------- | -------- | ----- |
| 1969 | Европске игре у дворани      | Београд  |         | 19,19 м  | [ 2 ] |
| 1970 | Европско првенство у дворани | Беч      |         | 20,22 м  | [ 3 ] |
| 1971 | Европско првенство у дворани | Софија   |         | 20,19 м  | [ 4 ] |
| 1971 | Европско првенство           | Хелсинки |         | 20,19 м  | [ 5 ] |
| 1972 | Европско првенство у дворани | Гренобл  |         | 20,67 м  | [ 6 ] |
| 1972 | Олимпијске игре              | Минхен   |         | 21,14 м  | [ 7 ] |
| 1974 | Европско првенство           | Рим      |         | 20,50 м  | [ 5 ] |

## Лични рекорди
| Дисциплина   | Дисциплина   | Резултат | Место   | Датум              |
| ------------ | ------------ | -------- | ------- | ------------------ |
| Бацање кугле | На отвореном | 21,67    | Потсдам | 1. септембар 1973. |
| Бацање кугле | У дворани    | 20,67    | Гренобл | 12. март 1972.     |